# Charles Albert (grimpeur)
Ne doit pas être confondu avec le joueur de football tanzanien Charles Albert
Pas d'image ? Cliquez ici
Charles Albert, surnommé Mowgli, né le 10 septembre 1997, est un grimpeur français, spécialiste d'escalade de bloc. Charles Albert s'est fait connaitre pour des réalisations de blocs de haut niveau (8C/8C+) pieds nus. En 2023, il réalise la première ascension de "L'Ombre du Voyageur" et propose la cotation de 9a. 

## Biographie
Charles Albert débute l'escalade vers l'âge de 7 ans, avec son père et le club d'escalade d'Avon. Il pratique principalement le bloc, sur le site de Fontainebleau et se singularise depuis peu d'années par son style « minimaliste », c'est-à-dire l'escalade sans le matériel traditionnel de bloc (ni chaussons, ni crash-pad). Vers 2015, ses réalisations de haut-niveau pieds nus commencent à être rapportées dans les médias spécialisées.
En février 2016, il remporte le Championnat de France junior de bloc.

## Réalisations
Charles Albert a réalisé pieds nus plusieurs blocs du huitième degré, principalement à Fontainebleau, à l'exemple de Gecko assis (8B+), La Pierre Philosophale (8B), Mystério (8B),.
En 2016, âgé de 19 ans, il répète pieds nus L'Alchimiste (8C) par la sortie originale (gauche), qu'il évalue 8B+. La même année, il répète La Révolutionnaire (8C) et Le pied à coulisse (8C+) par une méthode originale.
En 2017, il réalise la version assise 8C de Délire Onirique à Fontainebleau.
En janvier 2019, il réalise (toujours pieds nus) la première ascension de No Kapote Only à Fontainebleau, pour lequel il propose la cotation de 9A. Jusqu'alors, seul le finlandais Nalle Hukkataival avait proposé une telle cotation pour Burden of Dreams. Cependant, cette cotation de No Kapote Only a été contestée, d'abord par le premier à répéter la voie, Ryohei Kameyama, qui a proposé en mars 2019 la cotation 8C+/9A (V16/V17), puis par Nicolas Pelorson qui a proposé seulement 8C (V15).
Le 18 octobre 2023 il réalise "L’ombre du voyageur " 9a bloc, qu’il avait comme projet depuis 10 ans.